# VW-Korruptionsaffäre
Die VW-Korruptionsaffäre ist eine im Juli 2005 bekannt gewordene Bestechungsaffäre. Aus der Firmenleitung des Volkswagen-Konzerns heraus sind Mitglieder des Betriebsrates mit finanziellen Zuwendungen, Luxusreisen und Dienstleistungen von Prostituierten bestochen und in ihren Entscheidungen korrumpiert worden.
Der frühere Personalvorstand Peter Hartz, der frühere Betriebsratsvorsitzende Klaus Volkert, sowie Helmuth Schuster, der ehemalige Personalvorstand der VW-Tochter Škoda, und der Bundestagsabgeordnete Hans-Jürgen Uhl wurden rechtskräftig verurteilt.

## Helmuth Schuster
Die VW-Affäre war durch die fristlose Entlassung Helmuth Schusters als Personalvorstand der VW-Tochter Škoda ins Rollen gebracht worden, da er angeblich Teilhaber von Zulieferfirmen war, mit denen Volkswagen Verträge abschloss. Auch Klaus Volkert soll Teilhaber gewesen sein.
Gegen Schuster ermittelt die Staatsanwaltschaft wegen des Verdachts auf Untreue und Betrug. Der Škoda-Mann galt als Vertrauter des damaligen VW-Personalchefs Peter Hartz.
Zwischenzeitlich stellte sich heraus, dass die von Volkswagen im Jahre 2005 erhobenen Vorwürfe in der Sache Schuster haltlos sind. Auch die Staatsanwaltschaft konnte Schuster keine Verfehlungen nachweisen. Die Sachverhalte, welche zur angeblichen fristlosen Entlassung geführt haben, waren unzutreffend. Daher ist davon auszugehen, dass eine fristlose Entlassung keinen Rechtsgrund hatte und Schuster bei Volkswagen in ungekündigter Stellung beschäftigt ist.
Am 11. Februar 2010 wurde bekannt, dass das Amtsgericht Wolfsburg gegen Helmuth Schuster Strafbefehl wegen Untreue, Anstiftung zur Untreue, Beihilfe zum Betrug und Bestechlichkeit erlassen hat.
Er wurde im September 2010 zu einer zehnmonatigen Bewährungsstrafe verurteilt. Das Gericht sprach Schuster der Bestechlichkeit, Untreue und Beihilfe zum Betrug schuldig. Der 56-Jährige muss als Bewährungsauflage in 15 Monatsraten insgesamt 15.000 Euro zahlen.

## Klaus Volkert
VW-Betriebsratsvorsitzender Klaus Volkert trat auf der Betriebsversammlung der VW AG Ende Juni 2005 zurück.
Klaus Volkert wurde am 21. November 2006 verhaftet und saß wegen des Vorwurfs der Verdunkelung sowie Beeinflussung von Zeugen und Mitbeschuldigten bis zum 12. Dezember 2006 in Untersuchungshaft. Am 12. Dezember 2006 wurde der Haftbefehl gegen Volkert aufgehoben. Es bestehe keine weitere Verdunkelungsgefahr, da Volkert vor dem Ermittlungsrichter ein glaubwürdiges umfassendes Geständnis abgelegt habe. Unter anderem habe er Prostituierte für Oralverkehr auf VW-Feiern organisiert.
Mehr als ein Jahr später, am 22. Februar 2008, verurteilte das Landgericht Braunschweig den ehemaligen Betriebsratsvorsitzenden wegen Anstiftung und Beihilfe zur Untreue und wegen Verstoßes gegen das Betriebsverfassungsgesetz zu einer Freiheitsstrafe von zwei Jahren und neun Monaten. Den Antrag auf Revision verwarf der Bundesgerichtshof in Leipzig am 17. September 2009 als unbegründet; das Urteil ist damit rechtskräftig.

## Peter Hartz
Durch einen Magazin-Bericht geriet auch der damalige Personalvorstand Peter Hartz ins Visier, der als Urheber des Hartz-Konzepts bekannt ist. VW dementierte diesen Bericht jedoch umgehend, die Staatsanwaltschaft ermittele nicht gegen ihn.
Am 8. Juli 2005 bot Hartz seinen Rücktritt an. Er behauptete, er sei selbst nicht in die Affäre verstrickt, jedoch stünden mehrere seiner ehemaligen Vertrauten wie der frühere Ministerpräsident Niedersachsens Sigmar Gabriel (SPD) im Verdacht, in die Affäre verwickelt zu sein. Am 13. Juli 2005 empfahl das vierköpfige Präsidium des VW-Aufsichtsrates einstimmig, das Rücktrittsangebot von Hartz als Personalvorstand anzunehmen. Nach Verlautbarung des Konzerns verließ Hartz seinen Posten vorzeitig unter Verzicht auf eine vertraglich zustehende Abfindung, er ginge mit Ablauf des Kalenderjahres in Rente.
Seit Anfang September 2006 ermittelte die Staatsanwaltschaft gegen ihn wegen des Verdachts der Untreue. Hartz wurde am 25. Januar 2007 zu einer Strafe von zwei Jahren auf Bewährung sowie einer Geldstrafe von 576.000 Euro (entsprechend 360 Tagessätzen à 1.600 Euro) verurteilt. Volkert soll über Hartz von 1994 bis 2005 zusätzlich zu seinem Gehalt sogenannte Sonderbonuszahlungen von rund 1,95 Millionen Euro erhalten haben.

## Klaus-Joachim Gebauer
Der entlassene VW-Personalmanager Klaus-Joachim Gebauer, der nach eigenen Aussagen von Peter Hartz als Verbindungsmann des Vorstands für die Betreuung der Mitglieder des Betriebsrates abgestellt war, versuchte sich im Prozess gegen seine Entlassung als Opfer der Affäre darzustellen. In Briefen an das Gericht, die bezeichnenderweise vorab in Medien auftauchten, erhob Gebauer schwere Vorwürfe vor allem gegen Klaus Volkert, aber auch gegen Peter Hartz. Er berichtete im Detail über seine besonderen Aufgaben und Freiheiten als Betreuer der Mitglieder des Betriebsrates. Diese Aussagen sind Gegenstand der Ermittlungen, die von ihm Beschuldigten haben widersprochen oder öffentliche Aussagen vermieden.
Gebauer wurde vom Landgericht Braunschweig am 22. Februar 2008 im Zusammenhang mit der VW-Korruptionsaffäre zu einem Jahr auf Bewährung verurteilt. Den Antrag auf Revision verwarf der Bundesgerichtshof in Leipzig am 17. September 2009 als unbegründet; das Urteil ist damit rechtskräftig.

## Andere Verdachtsfälle

### Staatsanwaltschaft ermittelt gegen Abgeordnete
Die Braunschweiger Staatsanwaltschaft beantragte im Oktober 2005 die Aufhebung der Immunität des niedersächsischen SPD-Landtagsabgeordneten Günter Lenz und des SPD-Bundestagsabgeordneten Hans-Jürgen Uhl. Am 4. Januar 2007 wurde gegen Uhl Anklage wegen Beihilfe zur Untreue in zwei Fällen und Abgabe von fünf falschen eidesstattlichen Versicherungen erhoben. Diese Vorwürfe bestritt er ebenso vehement, wie jegliche Verwicklung in die Bordellbesuche. Entsprechend ging er gegen Meldungen der Lokalpresse während des Bundestagswahlkampfes 2005 vor. Am 29. Mai 2007 kündigte Uhl seinen Mandatsverzicht an und gab die gegen ihn erhobenen Vorwürfe öffentlich zu. Eine Aussage gegenüber den Ermittlungsbehörden erfolgte nicht. Am 1. Juni hat Hans-Jürgen Uhl den Mandatsverzicht vollzogen. Das Amtsgericht Wolfsburg verurteilte ihn nach einem umfassenden Geständnis am 14. Juni 2007 zu einer Geldstrafe in Höhe von 39.200 Euro. Günter Lenz legte einen Tag später, am 15. Juni sein Landtagsmandat nieder.
Zwischenzeitlich weitete sich die Affäre weiter aus. Nachdem sich der ehemalige stellvertretende Betriebsratsvorsitzende der Volkswagen AG, Bernd Sudholt, der für die SPD bis zum Jahr 2006 auch im Rat der Stadt Wolfsburg saß, massiver Kritik aus den eigenen Reihen ausgesetzt sah, griff dieser seinerseits führende Wolfsburger SPD-Politiker scharf an. Er erhob schwerwiegende Vorwürfe gegen den (mittlerweile zurückgetretenen) Vorsitzenden der Wolfsburger SPD-Ratsfraktion Ralf Krüger. Dieser ist, nach seiner Demission als Bevollmächtigter der IG Metall Wolfsburg, Führungskraft bei der VW Coaching GmbH. Diese Position, sowie eine VIP-Karte in der Wolfsburger Volkswagen Arena habe Krüger, so Sudholt in einem Brief nur durch seine guten Beziehungen und die Protektion durch Personen wie ihn (Sudholt) erhalten. Resultierend aus diesem Ereignis entwickelt sich die so genannte VIP-Kartenaffäre, in die neben der Verwaltungsspitze der Stadt Wolfsburg führende Politiker der im Rat vertretenen Fraktionen involviert sind. Der betroffene Personenkreis soll von der 90-prozentigen VW Tochter VfL Wolfsburg zu äußerst günstigen Konditionen VIP-Eintrittskarten bezogen haben. Zunächst leitete die Staatsanwaltschaft Braunschweig Vor-Ermittlungen ein. Am 24. Juli 2012 wurde Maik Nahrstedt wegen Anstiftung zur Untreue in der VIP-Karten-Affäre zu 4800 Euro Geldstrafe verurteilt.

### Politische Hintergründe
Am 22. Januar 2005 hatte sich die Arbeit & soziale Gerechtigkeit – Die Wahlalternative (WASG) als „zeitgenössische Arbeiterpartei“ konstituiert.
Die SPD hatte bei der Landtagswahl in Nordrhein-Westfalen am 22. Mai 2005 eine schwere Wahlniederlage erlitten.
Am 1. Juli 2005 richtete Bundeskanzler Gerhard Schröder erneut eine Vertrauensfrage an das Parlament, das ihm das Vertrauen vorenthielt. Die ersten skandalträchtigen Informationen wurden veröffentlicht. Mit Bundestagsauflösung am 21. Juli 2005 (siehe auch Vertrauensfrage II) begann ein Jahr früher der Wahlkampf zur Bundestagswahl am 18. September 2005. Auf die schweren Verluste der Agenda 2010 SPD folgte eine erste Große Koalition (Kabinett Merkel I). Dass Schröder einen Posten bei der Nord Stream AG angenommen habe, gab am 9. Dezember 2005 Gazprom bekannt.
Die Verflechtungen zwischen der SPD und Volkswagen waren vielfältig und eng. Die IG Metall hatte in keinem deutschen Betrieb mehr Macht als bei Volkswagen.
Als Ministerpräsident von Niedersachsen war Gerhard Schröder von 1990 bis 1998 Aufsichtsrats-Mitglied des VW-Konzerns.
Seit Februar 2003 stellte eine Koalition aus CDU und FDP unter Christian Wulff die niedersächsische Landesregierung, die zuvor ab Mai 1990 von einer Koalition aus SPD und Grünen gebildet worden war.

### Unterschied zwischen Arbeitnehmervertretungs-Affären: VW und Siemens
Die Siemens AG ist ein weiterer Konzern, bei dem die Sonderkommission „Amigo“ der Staatsanwaltschaft (Nürnberg-Fürth) im Zusammenhang mit einer Arbeitnehmervertretung ermittelt. Am 14. Februar 2007 wurde Wilhelm Schelsky, der Vorsitzende der Arbeitsgemeinschaft Unabhängiger Betriebsangehöriger (AUB), verhaftet. Schelsky erhielt als Unternehmensberater bis Ende 2006 von Siemens Zahlungen in einer Höhe von mindestens 14 Millionen Euro, zu denen keine Gegenleistungen erkennbar seien. Es ergab sich, dass Siemens mindestens 2,5 Millionen Euro über Schelsky an die AUB gezahlt hatte. Im Unterschied zu VW wurden hier nicht nur individuelle Betriebsratsmitglieder bestochen, sondern es wird ermittelt, ob eine ganze Gegenorganisation gegen DGB-Gewerkschaften von Siemens mitfinanziert wurde.
Peter Blomberg von Transparency International Deutschland hält die Siemens-Affäre für „noch fundamentaler“ als die VW-Korruptionsaffäre. In der Sendung die tagesschau vom 13. März 2007 wollte er Siemens angesichts der noch laufenden Ermittlungen nicht vorverurteilen. Aber er wies darauf hin, dass zwischen dem Versuch, einerseits wie bei VW einen Betriebsrat wohlwollend zu stimmen und andererseits gleich „eine Gegenmacht zur Gewerkschaft“ zu finanzieren, ein Unterschied bestehe. Hätte Siemens der AUB Zuwendungen gegeben, dann führe das „geltendes Recht ad absurdum, weil es das System der Mitbestimmung aus den Angeln“ hebe.